# Periódico El Bateo
El periódico El Bateo circuló en Medellín entre 1907 y 1957; ofrecía un discurso basado en la sátira política y de las costumbres. Este periódico cobra relevancia no sólo como una fuente valiosa, y poco explotada, para el estudio de la historia social y política de Medellín, sino como un producto cultural que merece ser analizado en el contexto en el cual circuló. Adicionalmente, El Bateo surge como un nuevo tipo de prensa satírica, diferenciada de la decimonónica, pues le retira el derecho de exclusividad a la política, para incursionar en la sátira de las costumbres y en las trivialidades humorísticas. La profusa publicación de caricaturas le brindó, además, la posibilidad de llegar a un público amplio, incluso analfabeta, lo cual lo hizo ganar lenta pero pronunciadamente muchos seguidores y lectores.
Este periódico fue una publicación fundamental para el estudio del periodismo en Antioquia, la investigación e interpretación de la historia política, así como la de la caricatura. El Bateo (1907-1957)  fue el primer diario de Antioquia en el siglo XX y el periódico satírico de más larga duración en la historia del periodismo antioqueño ya que se mantuvo en circulación alrededor de 50 años.

## Historia
Fue fundado por Enrique Castro quien lo dirigió hasta 1936, después de su muerte y hasta 1957 lo dirigió Marco Tulio Vanegas. Desde su primera edición y para garantizar su existencia, El Bateo se propuso ser un periódico jocoso, proporcionando una lectura sana, útil, instructiva, amena y barata para todos los lectores de la época. 
Durante medio siglo ejerció la oposición, fue el periódico más representativo en cuanto a caricatura se refiere y su nombre es sinónimo de agresividad, franqueza e ironía. Trata asuntos diferentes a la política como la vida cotidiana, economía y costumbres. Ilustraba el tema del momento, la dictadura de Reyes y su abandono del poder y del país.
La historia de este periódico, aunque fue de larga duración, tuvo ciertos períodos de interrupción por razones no sólo económicas, también, fue víctima de la censura;incluido el veto de la iglesia católica en 1908 por ofender la religión, la moral y las buenas costumbres. El Bateo fue una fuente de investigación en innumerables ocasiones y abordado desde diferentes ángulos. Se le consideró "la delicia de los lectores" y el tormento de los poderosos. El Bateo sobrevivió por lo menos durante otras dos décadas a golpes de censura.

### Inicios y evolución en los siglosXIXyXX
A lo largo del siglo XIX y principios del XX, la prensa desempeñó un papel fundamental como herramienta de propaganda política y como escenario de las contiendas partidistas. Los periódicos satíricos en particular fueron una de las formas más marcadas de oposición, ridiculizando al oponente a través de la caricatura y de un lenguaje irónico y sencillo, donde se combinaba las expresiones cultas y políticas con las populares. En el Medellín de principios del siglo XX, la actividad periodística fue un elemento clave y fundamental. Los cambios socioeconómicos por los que atravesaba la ciudad contribuyeron no sólo a la producción de un mayor número de impresos, sino a la adopción de un nuevo estilo. Medellín empezaba a urbanizarse gracias a la evolución del comercio y de la industrialización. Los periódicos pudieron independizarse de los partidos, gracias a la demanda de los comerciantes para anunciar sus productos. Al mismo tiempo, el público lector se hizo cada vez más amplio y diverso. Medellín era el centro cultural, económico y administrativo del departamento. Los periódicos satíricos de esta época solían ser efímeros. Los publicados en Medellín, a diferencia de El Bateo (1907-1957), no vivieron más de un año.
Una de las razones por las cuales los impresos satíricos solían ser efímeros era su dependencia de las circunstancias políticas y las contiendas electorales. Cuando se alcanzaba el poder ya no tenía sentido alguno seguir imprimiendo sátiras contra el gobierno. Si por el contrario era el adversario el que ganaba, la censura era aplicada con todo su peso sobre los periódicos satíricos de oposición para que estos fueran desapareciendo de a pocos hasta darles un final absoluto. El Bateo perteneció a una nueva generación de la prensa satírica, que trascendió los debates partidistas para abordar otros asuntos, entre ellos la crítica de las costumbres. El periódico utilizó profusamente la caricatura y aplicó una moderna estrategia comercial: los concursos de crónicas, chascarrillos y dibujos, donde los lectores tenían oportunidad de publicar sus creaciones, al tiempo que recibían una pequeña recompensa económica por sus elaboraciones.
Además de su posición política autocrítica, habría que añadir otras razones para que este periódico satírico perdurara por tanto tiempo: la autocensura defendía a El Bateo de un cierre definitivo; la mención a otros asuntos diferentes a la política, tales como la vida cotidiana, la economía y las costumbres, ampliaba su campo de acción; la ausencia de competidores directos contribuía a conservar su público; la presencia de secciones humorísticas daban a El Bateo una imagen de periódico de trivialidades al cual no había que prestarle mayor importancia y, por último, las condiciones socioeconómicas de Medellín a partir de 1920 favorecieron la permanencia de este impreso. El Bateo ofreció a su público una lectura ligera donde se combinaban los debates políticos, la crítica de las costumbres y las constantes publicaciones con fines humorísticos. Las colaboraciones de todo aquel que quisiera publicar algún elemento en el rotativo debían tener básicamente tres características: ser cortas, chistosas y críticas para ser dignas y acreedoras de una publicación.

#### Censura
El periódico sufrió el veto de la Iglesia Católica en 1908, el cual fue levantado más tarde, con la condición de que no publicara escritos que ofendieran la religión, la moral y las buenas costumbres. Continuó imprimiéndose hasta noviembre de 1910, cuando atravesó por una larga interrupción de doce años, regresando en 1922. Un año después, cerró nuevamente, al ser víctima de la quiebra, dando así fin a su primera etapa, caracterizada y marcada por la censura, las interrupciones y los vaivenes de un estilo aún por definir.
El Bateo regresó en 1926 dando inicio a la que podría considerarse su mejor etapa. Entre 1926 y 1939 el impreso afinó su sátira a través de la combinación entre el texto y la imagen. Durante estos años las caricaturas adquirieron un mayor protagonismo; incluso en 1928, este periódico adoptó el nombre de El Bateo Ilustrado, a raíz de una mayor publicación de imágenes, aunque más tarde, volvió a su título original de El Bateo, pues la crisis económica lo obligó a reducirlas. En estos años, el discurso y orientación de esta publicación estuvo más unificado: el editorial, los versos y la caricatura de la primera página solían corresponder a un tema definido. Incluso este tema se extendía a varios números, cuando el impreso realizaba campañas en pro o en contra de algún asunto de interés público. A partir de 1940, los contenidos de El Bateo se tornaron más dispersos, el editorial en prosa desapareció, para dar cabida a versos de distintos colaboradores y las caricaturas entraron en una notable decadencia. Muestra de ello es que se traían a colación caricaturas que fueron publicadas con anterioridad, borrando o tachando groseramente los letreros concernientes al tema original. La revista cerró definitivamente en 1957, al finalizar la dictadura de Gustavo Rojas Pinilla (1953-1957) y comenzar lo que la historia política colombiana conoce como el Frente Nacional (1958-1978)
En medio de los impases y cambios de rumbo, El Bateo perduró por casi cincuenta años. Las investigaciones que han abordado esta publicación, aducen que su longevidad se debió a que criticó tanto a liberales como a conservadores de igual manera. Sin embargo, su simpatía por el Partido Liberal era evidente. En varios de sus editoriales se refería a este partido como “nuestro partido”, Rafael Uribe Uribe fue uno de sus principales íconos, colaboró en la formación de una Junta Organizadora del Partido Liberal en 1909, celebró con júbilo la victoria de Enrique Olaya Herrera en 1930.
Pero la simpatía de El Bateo por el Partido Liberal, no le impidió ejercer la autocrítica. Por ejemplo, en una ocasión realizó una publicación mofándose de  Enrique Olaya Herrera a los pocos meses de su posesión (1930), pese al entusiasmo inicial frente a su triunfo. “[…] Hemos sido siempre partidarios de censurar lo censurable, sin que para expresar nuestro humilde concepto, nos detenga el cariño, nuestro amor a la causa a que pertenecemos, ni las consideraciones a nuestra propia sangre”, aseguraba este.
El Bateo afirmaba en los editoriales que su política era “una política de mirones”. La observaba desde la barrera, y al no recibir subvención de ningún partido, se daba libertad para criticar al que quisiera. “Si nos morimos de hambre siquiera es con nuestra plata”, decía Enrique Castro en una entrevista que con motivo del número 2000 le hizo Ramiro de Sabogal.

##### Directores
*Enrique Castro (1907-1936). Enrique Castro era un litógrafo antioqueño, que fundó y dirigió el periódico El Bateo desde 1907, y se retiró por un tiempo de su cargo en 1934, ya que quería aceptar un puesto en las Empresas públicas municipales. Antes de dirigir los diarios de El Bateo, en 1906 se dedicó a administrar otro de los periódicos de la época denominado La Luneta. Finalmente, Castro murió en julio de 1936. 
*Marco Tulio Vanegas (1936-1957) empezó a ejercer su función a partir de la muerte de su antecesor, Enrique Castro, y lo hizo de la mano del hermano de éste, Gabriel Castro.

## Línea editorial
La estrategia de El Bateo para atraer lectores fue por medio de una combinación de incentivos económicos (bajo costo del impreso y rifas), simpleza en la redacción   (artículos cortos, lenguaje claro, chistoso y picante), uso de la imagen (incursión de un público analfabeta) y amplias posibilidades de publicación (generando un sentido de pertenencia por El Bateo por parte de sus lectores y simpatizantes). Pero el esfuerzo por agradar a este público no frustró la aspiración de influir en las opiniones de éste. La reiteración de los temas, abordados desde distintos planos, buscó engendrar y motivar en ellos una posición crítica frente al acontecer, aunque en determinadas ocasiones los contenidos de este periódico reprodujeron viejos odios y ciertamente algunas alianzas políticas.
Aunque en algunas ocasiones El Bateo procuró dedicarse exclusivamente a las tareas humorísticas, no pudo desprenderse de los temas políticos. Le resultaba difícil despreciar un “material” tan oportuno para la sátira y el humor y volvía nuevamente a sus orígenes. A veces a los periódicos de este estilo sólo les bastaba describir las peripecias de los políticos, para hacer reír y entretener a sus lectores, pues las actuaciones de los gobernantes eran ridículas por sí mismas.

### Participantes
Los caricaturistas Efraín de la Cruz y Miguel Ángel del Río, fueron la mano de derecha de Castro en la fundación de este impreso. Sus más importantes colaboradores. Augusto Duque Bernal, Marco Tulio Venegas y Tulio Villalobos, quienes colaboraron con Medellín Cómico y Sancho Panza, participaron más tarde en El Bateo: Duque como redactor, Villalobos como colaborador esporádico y Venegas como director, después de la muerte de Enrique Castro en 1936. Dentro de sus colaboradores figuró Emilio Jaramillo, un reconocido político liberal. Pablo Emilio Restrepo, colaborador asiduo de este impreso, fue también diputado por el Partido Liberal a la Asamblea Departamental en 1941. El caricaturista Miguel Ángel del Río, por su parte, estuvo inclinado hacia las tendencias socialistas.